# Glasindustrie Van Tetterode
Glasindustrie Van Tetterode was een Nederlandse onderneming in Amsterdam, gespecialiseerd in het maken van glasappliqués.

## Geschiedenis
Floris van Tetterode (1899-1985) kwam uit een familie van steenhouwers. Het door zijn vader, de beeldhouwer Leen van Tetterode, opgezette steenbedrijf was onder meer verantwoordelijk voor de beelden van het Nationaal Monument op de Dam. Floris opende in 1925 een eigen zaak, Glasindustrie Van Tetterode, die zich richtte op de verwerking van vlakglas. Vanaf de jaren dertig voerde het bedrijf ook opdrachten van kunstenaars uit. Dat begon met decoratieve glasontwerpen uit van Carel Adolph Lion Cachet voor de Stoomvaart-Maatschappij Nederland. Later werden er glas-in-loodramen, mozaïek en lampen gemaakt voor kunstenaars als Andries Copier, Hildo Krop, Pieter Starreveld, Abram Stokhof de Jong en Lambertus Zijl.
Na de Tweede Wereldoorlog zocht het bedrijf naar nieuwe toepassingen in de architectuur voor decoratief glas. In samenwerking met een Engels bedrijf, werd een lijm (silaanprimer) ontwikkeld waarmee glasplaten konden worden verlijmd. Joop van den Broek kwam in 1951 als ontwerper en uitvoerder bij Van Tetterode in dienst en werd rond 1959 artistiek bedrijfsleider. Hij was belangrijk voor de ontwikkeling van het glasappliqué. Hij experimenteerde met verschillende groottes en diktes die werden verlijmd en bewerking van het glas met hamer en beitel, waardoor gekapt glas ontstond met een geaccentueerde lichtwerking. Het glasappliqué werd, naast glas in beton, een specialisme van het bedrijf. Een van de eerste kunstenaars die hiermee werkten was Lex Horn, die onder meer in 1956 een appliquéraam maakte voor het station Eindhoven. Kunstenares Ans Wortel heeft in de jaren '70 bij Van Tetterode ook meerdere glaskunstwerken gemaakt, waaronder een glasreliëf van 3 x 8 meter voor het gebouwencomplex van TNO. Ook Karel Appel, Gerrit Benner, Jef Diederen, Berend Hendriks, Harry op de Laak en Ger Lataster vonden de weg naar Van Tetterode. In 1961 opende het bedrijf een expositieruimte en werden kunstenaars in staat gesteld tijdelijk atelierruimte te gebruiken. Het bedrijf ging zich steeds meer richten op objecten in plaats van vlakglas. In 1975 werd het vijftigjarig bestaan gevierd met een tentoonstelling van glasobjecten, geopend door prinses Beatrix. Een bekend werk uit het atelier Van Tetterode is het Auschwitzmonument (1977) van Jan Wolkers.
Floris van Tetterode sr. verongelukte in 1985. Zijn weduwe zette de Glasindustrie Van Tetterode voort, tot ze het in 1999 verkocht aan Han Wiersema.